# Emmanuel de Boos
Emmanuel de Boos, né le 20 avril 1954 à Tours et mort le 22 juin 2016 à 62 ans à Nantes, est un historien médiéviste français, spécialiste de l'héraldique.
Emmanuel de Boos est un héraldiste membre du bureau de la Société française d'héraldique et de sigillographie, et membre de l’Académie internationale d'héraldique. Docteur en histoire de l'EPHE, il est notamment connu pour son travail de publication d'armoriaux médiévaux et son Dictionnaire du blason publié en 2002.

## Publications

### Ouvrages
- Berry : Touraine, Berry, Bourbonnais, Auvergne : répertoire par meubles d'armoiries médiévales, Paris, Éditions du Léopard d'Or, 1986 ;
- Les armoiries : lecture et identification, Paris, Association Études, loisirs et patrimoine, 1994 (avec Monique Chatenet, Christian Davy ; sous la dir. de Michel Pastoureau, Michel Popoff) [5] ;
- Armorial de Gilles Le Bouvier : Héraut Berry, publié par Emmanuel de Boos, d'après le manuscrit conservé à la Bibliothèque nationale de France (ms fr 4985), Paris, Éditions du Léopard d'Or, 1995 ;
- L'armorial d'Auvergne, Bourbonois et Forestz de Guillaume Revel, publié par Emmanuel de Boos, Nonette, Créer, 1998
- La généalogie : Familles, je vous aime, Paris, Gallimard, coll. « Découvertes Gallimard / Culture et société » (no 365), 1998, 144 p. (ISBN 978-2-07-053457-9) ;
- Dictionnaire du blason, Paris, Éditions du Léopard d'Or, 2002  (ISBN 9782863771709) ;
- L'armorial du héraut Orléans : d'après le manuscrit conservé à la Bibliothèque nationale de France sous la cote Fr. 5931, publié par Emmanuel de Boos, Paris, Éditions du Léopard d'Or, 2004 ;
- L'armorial Le Breton, Paris, Archives nationales-Groupe Malakoff-Somogy, 2004  (ISBN 2-85056-792-2) (avec Marie-Françoise Damongeot et Françoise Vielliard, préface de Michel Pastoureau) ;
- L'armorial ordonné de la reine Marguerite, al. Livre de Thomas Jenyns : d'après le manuscrit de Londres, British library, Ms Add. 40851, publié par Emmanuel de Boos, Paris, Éditions du Léopard d'Or, 2004 ;
- Armorial de Hans Ingeram : d'après le manuscrit de Vienne, Kunsthistorischen Museum, Waffensammlung, ms. A 2302, publié par Emmanuel de Boos, Paris, Éditions du Léopard d'Or, 2006 ;
- Les plus beaux arbres généalogiques, Paris, Les Arènes, 2006 (avec Myriam Provence et Jérôme Pecnard, préface de Jean-Louis Beaucarnot) ;
- L'armorial du héraut Vermandois ou Traité du comportement des armes : édition et étude critique, armoiries et notices biographiques par Emmanuel de Boos, Paris, Éditions du Léopard d'Or, 2015

### Articles
- Le plafond armorié du doyenné de Brioude : in Cahiers de la Haute-Loire 1991, Le Puy-en-Velay, Cahiers de la Haute-Loire, 1991, p. 129–172
- Le décor armorié du château d’Aurouse (Cantal), in Revue française d’héraldique et de sigillographie, Tomes no 69-70, 1999-2000, p. 57–87 ;
- A la mémoire de nos collègues disparus : nécrologies d’Arnaud d’Abzac, René Aquilina..., in Revue française d’héraldique et de sigillographie, Tomes no 80-82, 2010-12, p. 5–8 (avec Jean-Luc Chassel)

### Communication
- Quelle date pour le Tournoi de Compiègne ?, Archives nationales, communication du 18 juin 2015[6]